# 青林湾大桥
青林湾大桥是中华人民共和国浙江省宁波市一座跨姚江桥梁，始建于2007年2月，通车于2010年9月25日。大桥北岸位于江北区亲亲家园，南岸位于海曙区新星村，全长1069米，宽40.5米，双向6车道。桥梁设置两个索塔，分别向外倾斜，形似羽翼，其中南侧原人行梯道于2021年9月改建为非机动车道和新人行梯道。

## 图片
- 青林湾大桥主桥
- 青林湾大桥桥底
- 原青林湾大桥南侧人行梯道，现已改建为非机动车道和新人行梯道
- 青林湾大桥南侧非机动车道引桥
- 青林湾大桥南侧非机动车道及新人行梯道